# Elleve minutter
Elleve minutter eller Onze Minutos er en roman skrevet af Paulo Coelho. Den blev for første gang udgivet i 2003.
Bogen er baseret på en sand historie om en ung brasiliansk kvinde, der tager til Geneve, Schweiz, hvor hun bliver prostitueret, for så at møde en skæbnesvanger person.
| Bog | Spire Denne artikel om bøger og tidsskrifter er en spire som bør udbygges. Du er velkommen til at hjælpe Wikipedia ved at udvide den. |